# دانييل كروستا
دانييل كروستا (مواليد 5 مايو 1970) هو مبارز بالسيف إيطالي، مثّل بلاده في الألعاب الأولمبية الصيفية 2000.

## روابط خارجية
دانييل كروستا على موقع الاتحاد الدولي للمبارزة (الإنجليزية)
- دانييل كروستا على موقع الاتحاد الأوروبي للمبارزة (الإنجليزية)
- دانييل كروستا على موقع اللجنة الأولمبية الدولية (الإنجليزية)
- دانييل كروستا على موقع أوليمبيديا (الإنجليزية)
- دانييل كروستا على موقع اللجنة الأولمبية الإيطالية (الإيطالية)